# Rich Creek
Rich Creek és una població dels Estats Units a l'estat de Virgínia. Segons el cens del 2000 tenia 665 habitants.

## Demografia
Segons el cens del 2000, Rich Creek tenia 665 habitants, 277 habitatges, i 186 famílies. La densitat de població era de 295,1 habitants per km².
Dels 277 habitatges en un 22,4% hi vivien nens de menys de 18 anys, en un 55,2% hi vivien parelles casades, en un 9,4% dones solteres, i en un 32,5% no eren unitats familiars. En el 30,3% dels habitatges hi vivien persones soles el 14,4% de les quals corresponia a persones de 65 anys o més que vivien soles. El nombre mitjà de persones vivint en cada habitatge era de 2,19 i el nombre mitjà de persones que vivien en cada família era de 2,71.
Per edats la població es repartia de la següent manera: un 17,4% tenia menys de 18 anys, un 5% entre 18 i 24, un 23,3% entre 25 i 44, un 27,2% de 45 a 60 i un 27,1% 65 anys o més.
L'edat mediana era de 48 anys. Per cada 100 dones de 18 o més anys hi havia 79,4 homes.
La renda mediana per habitatge era de 34.519 $ i la renda mediana per família de 43.958 $. Els homes tenien una renda mediana de 31.417 $ mentre que les dones 21.250 $. La renda per capita de la població era de 18.553 $. Entorn del 7,9% de les famílies i el 13,1% de la població estaven per davall del llindar de pobresa.

## Poblacions més properes
El següent diagrama mostra les poblacions més properes.